# Anja Weißer
Anja Weißer (* 2. Oktober 1991 in Marktoberdorf) ist eine deutsche Eishockeyspielerin, die bis 2014 an der University of Prince Edward Island Betriebswirtschaftslehre studierte und für das Eishockeyteam der Universität, die UPEI Panthers, in der Atlantic University Sport spielte.

## Karriere
Anja Weißer kam im Alter von sechs Jahren durch ihre beiden Brüder zum Eishockeysport und spielte in den männlichen Nachwuchsmannschaften des ESV Kaufbeuren, bis sie 17 Jahre alt war. Parallel kam sie für die Frauenmannschaft des Vereins ab 2004 in der Landesliga Bayern zum Einsatz. Anschließend war sie zwischen 2007 und 2010 für den ECDC Memmingen in der Fraueneishockey-Bundesliga aktiv.
Anja Weißer nahm im Juniorenbereich an den U18-Weltmeisterschaften 2008 und 2009 teil und studiert zwischen 2010 und 2014 in Kanada an der University of Prince Edward Island, wo sie beim Team der UPEI Panthers in der Atlantic University Sport spielte. Bei der Frauen-Weltmeisterschaft 2012 belegte sie mit dem Frauen-Nationalteam den siebenten, beim Turnier im folgenden Jahr den fünften Platz.

## Karrierestatistik

### International
(Legende zur Spielerstatistik: Sp oder GP = absolvierte Spiele; T oder G = erzielte Tore; V oder A = erzielte Assists; Pkt oder Pts = erzielte Scorerpunkte; SM oder PIM = erhaltene Strafminuten; +/− = Plus/Minus-Bilanz; PP = erzielte Überzahltore; SH = erzielte Unterzahltore; GW = erzielte Siegtore; 1 Play-downs/Relegation; Kursiv: Statistik nicht vollständig)